# Белоглазов, Геннадий Борисович
Геннадий Борисович Белоглазов (22 марта 1953 — 26 октября 2019, Пермский район, Пермский край) — советский спортсмен-самбист, чемпион и призёр чемпионатов СССР, призёр чемпионата мира, мастер спорта СССР международного класса.

## Биография

### Спортивная и общественная деятельность
Геннадий Белоглазов был общественным деятелем, членом правления Федерации спортивного и боевого самбо Пермского края, а также возглавлял Федерацию СЛА Пермского края. 
Был чемпионом России в классе двухместных микросамолётов, обладатель Кубка России по СЛА-мото, мастер спорта России по дельталётному спорту. Увлекался также футболом, горными лыжами и бадминтоном.

### Смерть

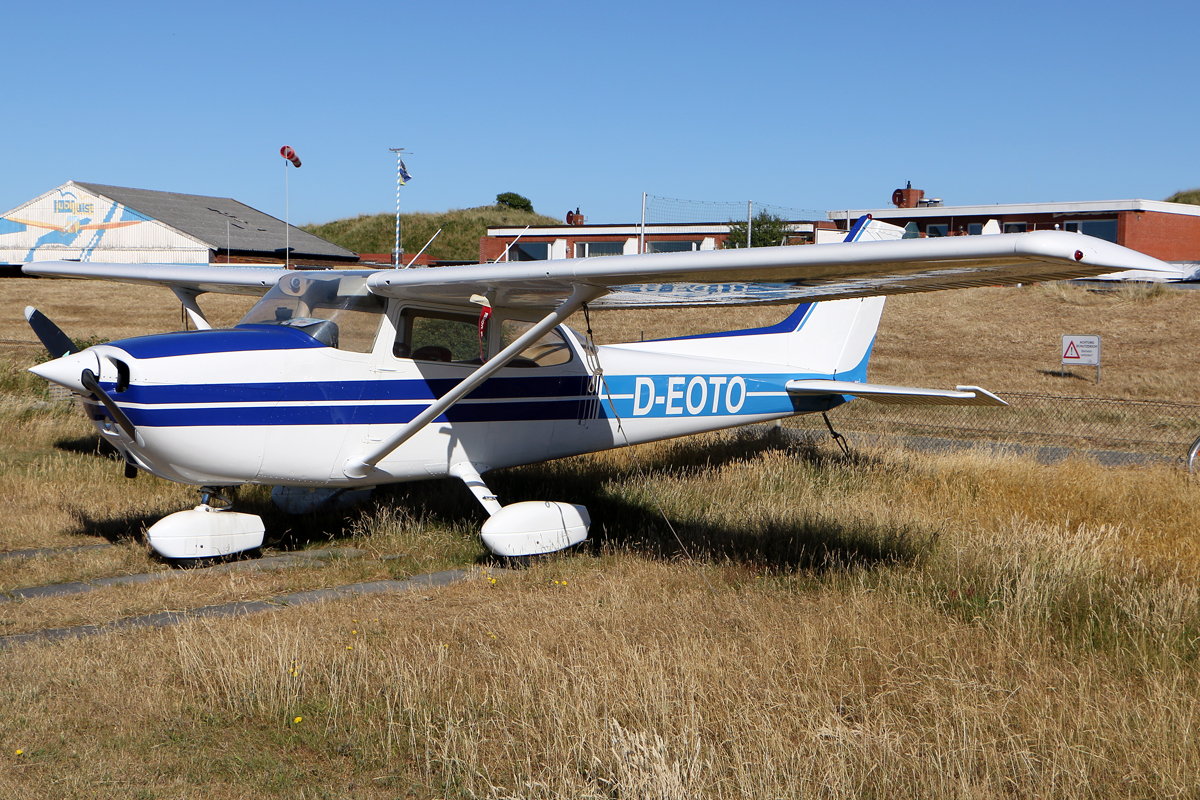
Самолёт Cessna 172, аналогичный тому, на котором погиб Белоглазов.

Геннадий Белоглазов погиб в авиационном происшествии. 26 октября в Пермском крае пропал самолёт Cessna 172, который пилотировал Белоглазов. Сопровождающих с ним не было. Самолёт был найден через два дня. Пилот погиб. О своих полётах Белоглазов не информировал службы воздушного наблюдения. По версии следствия, в полёте ему стало плохо и он потерял управление. Самолёт упал в семи километрах от села Аннинское.

## Основные спортивные результаты

### Самбо
- Чемпионат СССР по самбо 1981 года —
- Чемпионат СССР по самбо 1982 года —
- Самбо на летней Спартакиаде народов СССР 1983 года —
- Чемпионат СССР по самбо 1984 года —

### Дельталётный спорт
- Кубок России по СЛА-мото 2012 года —
- Чемпионат России в классе двухместных микросамолетов 2013 года —